# Институт по история „Шигабутдин Марджани“
Институт по история „Шигабутдин Марджани“ (на татарски: Шиһабетдин Мәрҗани исемендәге Тарих институты, на руски: Институт истории имени Шигабутдина Марджани) е научен институт по история на Академията на науките на Република Татарстан (АНРТ), основан през 1996 г. Директор на института е Рафаил Хакимов (от 1996 г.).
През 2011 г. към института има 134 сътрудника, от тях 74 научни работника (54 кандидата и 12 доктори на науките).

## История
Института е създаден на 14 юни 1996 г. с указ № VII–354 на президента на Република Татарстан – Минтимер Шаймиев. През 2002 г. институтът е кръстен на видния учен–мислител, религиозен деец и общественик – Шигабутдин Марджани.

## Научни отдели
В института функционират следните научни подразделения:
- Отдел по нова и съвременна история
- Отдел по средновековна история
- Отдел по история на социалната мисъл и ислямските изследвания
- Отдел по етнология
- Център за изучаване на историята и културата на татарите – кряшени и нагайбаки
- Център за история на Златната орда „М. А. Усманов“
- Център за история и теория на националното образование „Х. Файзханов“
- Център за етносоциологически изследвания (базиран на отдела по етнология)
- Център за ирански изследвания
- Отдел „Компютризация“